# 扇尾沙锥

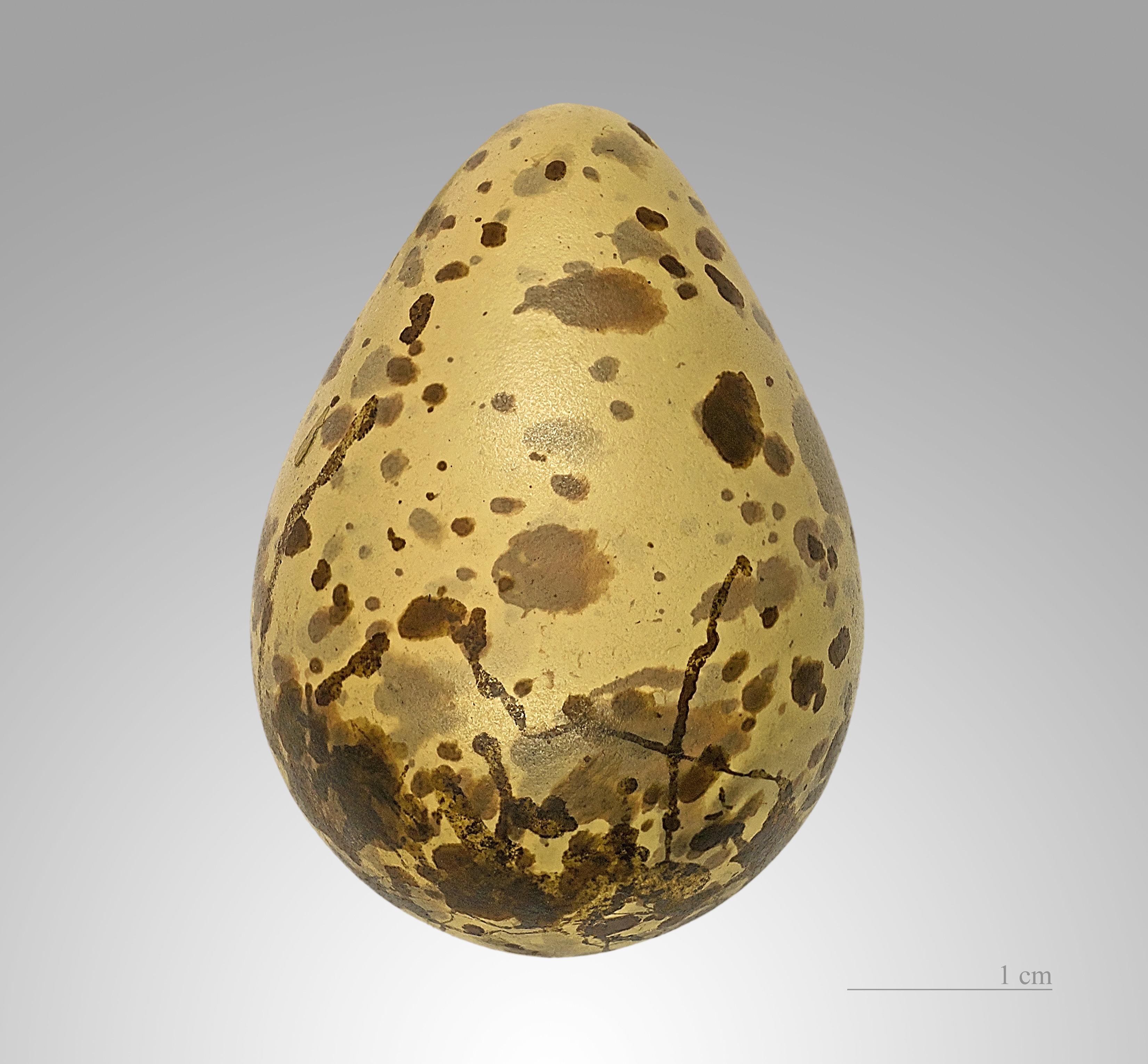
扇尾沙锥

扇尾沙锥（学名：Gallinago gallinago）为鹬科田鷸屬的鸟类。是一種矮壯的小型涉禽，原產於古北界。该物种的模式产地在瑞典。

## 分佈與棲地
它們的繁殖棲地包括沼澤、酸性泥炭沼澤、凍原和濕草地，遍布整個古北界。在北部，其分佈範圍從冰島延伸至不列顛群島北部和北部的芬諾斯堪底亞，在此約分佈於北緯70度附近，並經過歐洲俄羅斯和西伯利亞的北部，在這裡大多位於北方針葉林區的北緣，約在北緯71度，但在泰梅爾半島東海岸達到北緯74度。在東部，它的分佈範圍延伸至阿納德爾市，堪察加半島、白令島和千島群島。在歐洲的南部邊界，分佈區域延伸至葡萄牙北部大區、法國中部、義大利北部、保加利亞和烏克蘭，其中西部的種群分佈較為零散。在亞洲，分佈範圍向南延伸至突厥斯坦北部，當地延伸至阿富汗和中東，經過阿爾泰共和國，再向滿洲和烏蘇里延伸。田鷸是候鳥，歐洲的族群在南部和西部的歐洲及非洲過冬（南至赤道），而亞洲的遷徙族群則遷移至熱帶南亞。

## 分類
田鷸由瑞典博物學家卡爾·林奈於1758年在《自然系統第十版》中正式物種描述，使用雙名法命名為Scolopax gallinago。該物種現在與其他17種鷸一同被歸入由法國動物學家馬蒂蘭·雅克·布里松於1760年引入的田鷸屬（Gallinago）中。名稱gallinago是新拉丁語中對田鷸或鷸的稱呼，來自拉丁語gallina，意思是「母雞」，加上後綴-ago，表示「類似」。
目前公認有兩個亞種：
- G. g. faeroeensis（Brehm, CL, 1831）——在冰島、法羅群島、奧克尼群島和設德蘭群島繁殖；非繁殖期居住在不列顛群島
- G. g. gallinago（林奈, 1758）——指名亞種；在歐洲中部、北部和亞洲繁殖；非繁殖期居住在西歐、非洲、印度尼西亞和日本。在中国大陆，分布于黑龙江、内蒙古、甘肃、新疆、西藏以及华南等地。该物种的模式产地在瑞典。[8]

北美的威爾森氏沙錐曾被認為是同一物種，在舊的野外指南中仍有記載。

## 描述
成鳥體長25—27 cm（9.8—10.6英寸），翼展44—47 cm（17—19英寸），體重80—140 g（2.8—4.9 oz）（遷徙前可達180 g（6.3 oz））。它們具有短而灰綠色的腿和一條長5.5—7 cm（2.2—2.8英寸）的直且深色喙。其身體呈棕色斑駁狀，上方有稻草黃色條紋，下方呈淺色。眼睛上有一條深色條紋，上下還有淺色條紋。翅膀為尖形。
田鷸是幾種相似鷸中分佈最廣的。它與北美的威爾森氏沙錐（G. delicata）最為相似，該種直到最近仍被認為是田鷸的亞種——G. g. delicata。兩者的區別在於尾羽數量，威爾森氏沙錐有七對尾羽，而田鷸有八對尾羽；北美物種的翅膀白色後緣也稍微較薄（白色主要在次級羽毛的尖端）。這兩種鳥都在阿留申群島繁殖。它還與東亞的針尾鷸（G. stenura）和中地鷸（G. megala）非常相似；在當地辨識這些物種是相當複雜的。
亞種faeroeensis通常在胸部、上半身和頭部的色調比指名亞種gallinago更為豐富。

## 行為

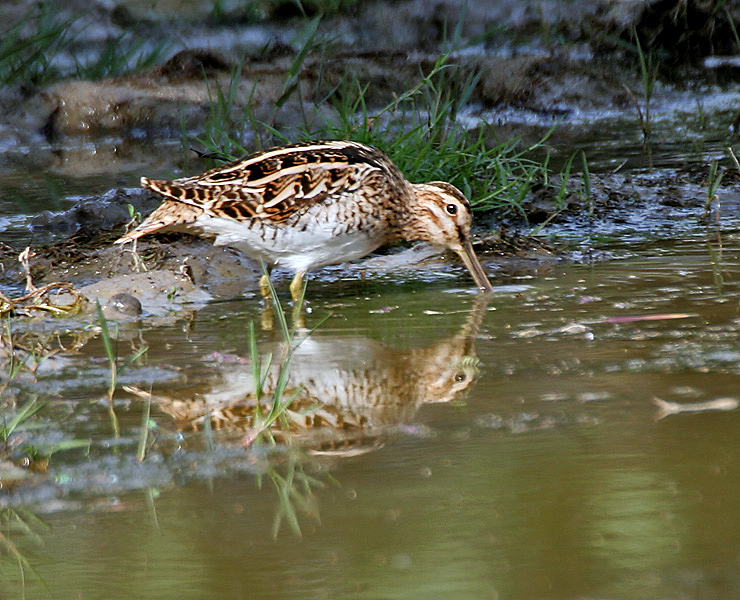
G. g. gallinago 在凱奧拉德奧國家公園，
巴拉特普爾, 拉賈斯坦邦, 印度.

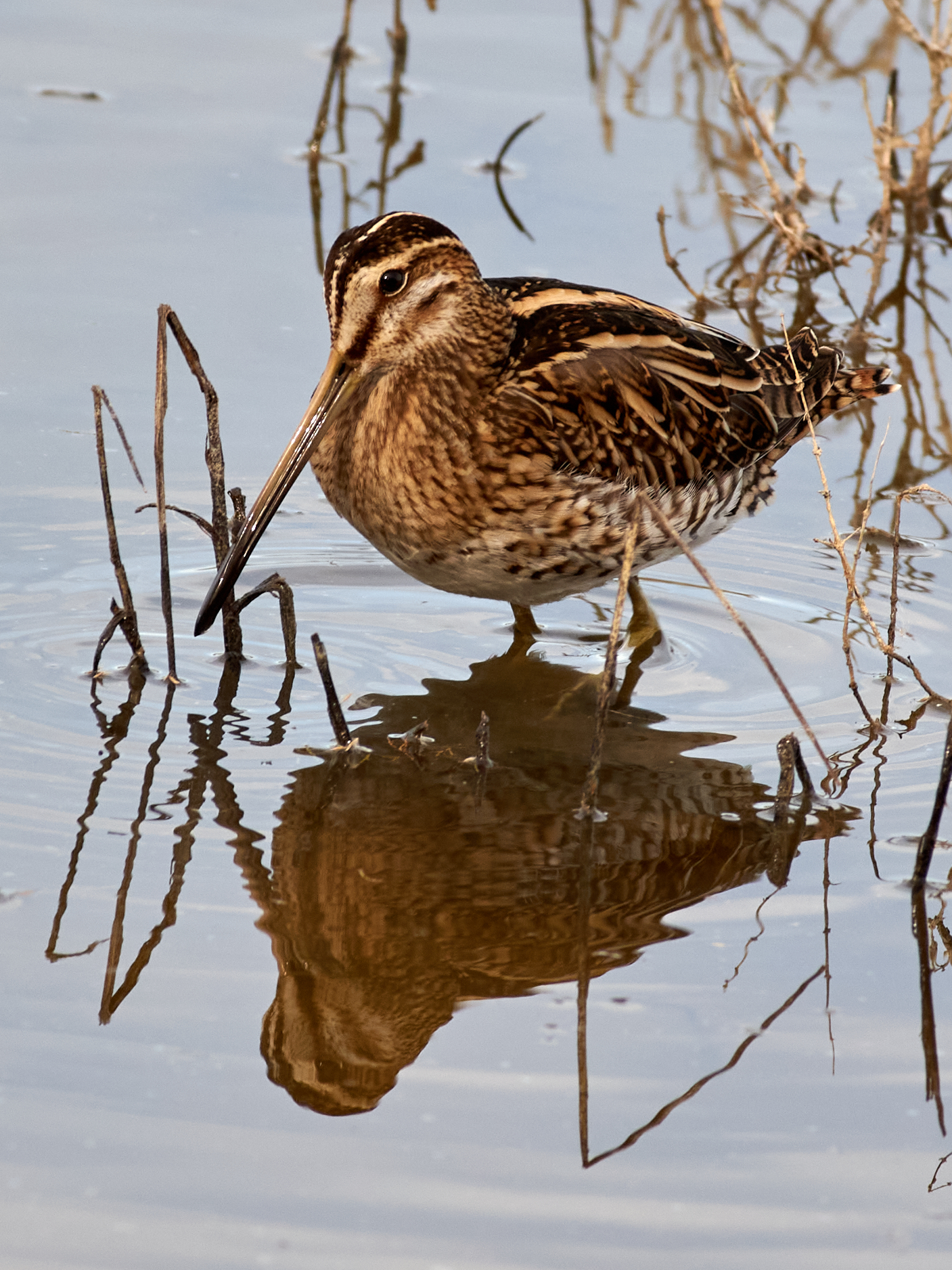
G. g. gallinago 在 S'Albufera 自然公園，馬略卡島

田鷸是一種隱蔽性很好的鳥類，通常性格害羞，會躲藏在接近地面植被附近，只有當被接近時才會突然飛起。當受到驚擾時，牠們會發出尖銳的叫聲，聽起來像scape, scape，並以一連串的空中之字形飛行來迷惑掠食者。牠們在軟泥中覓食，通過視覺探查或撿拾食物。牠們主要吃昆蟲和蚯蚓，也吃一些植物材料。
雄鳥在求偶時會進行「嗡嗡」的飛行表演，牠們會在高空盤旋，然後以淺潛的方式飛行，通過震動尾羽來產生「嗡嗡聲」的聲音。這種聲音被一些人比作羊或山羊的叫聲；因此在許多語言中，田鷸有「飛羊」、「天羊」的稱號，在蘇格蘭被稱為「石南羊鳴」，在芬蘭語中則被稱為taivaanvuohi，「天空之羊」。
菲利普·曼森-巴爾被認為是解開田鷸如何發出這種與其他鳥類不同的特殊聲音之謎的人。牠發現，這種聲音是通過將兩根尾羽以90度角朝向飛行方向伸展而產生的。當田鷸進行俯衝時，這些尾羽便會產生這種特殊的聲音。他在英國鳥類學家聯盟的面前展示了這一發現，方法是將兩根田鷸的尾羽插入軟木塞中，然後用繩子繞著頭部旋轉。
留鳥和遷徙田鷸的翼形並無不同，這表明在這種鳥類的求偶飛行表演中，社會選擇影響了牠們的翼形。

### 繁殖
田鷸在地面上隱蔽良好的位置築巢，產下四枚深橄欖色的蛋，蛋上有豐富的棕色斑點和斑紋，由雌鳥孵化18至21天。剛孵化的小鳥覆蓋著暗紅色的絨毛，上面有黑、白和淺黃色的斑紋。幼鳥由雙親共同照顧，每個親鳥負責照顧一半的小鳥，幼鳥在10至20天內離巢。

## 保育

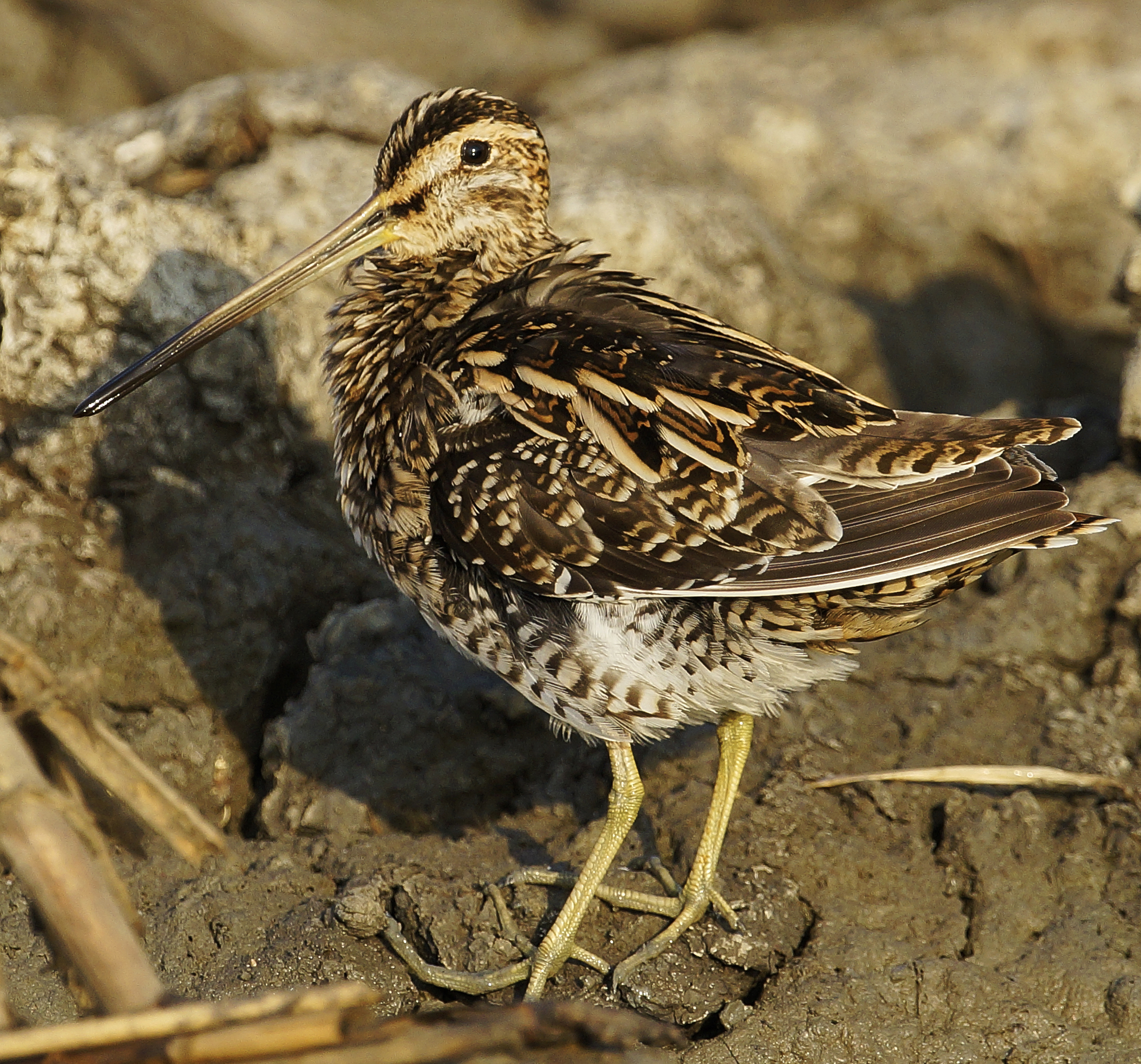
田鷸 吉爾卡湖，奧裡薩邦

整體上，該物種未受到威脅。然而，歐洲繁殖範圍南緣的族群正在減少，並在某些地區（特別是英格蘭和德國的部分地區）已經消失，這主要是由於農田排水和農業集約化所致。
非歐亞遷移性水鳥協定（AEWA）適用於該物種。在牠們的許多分佈範圍內，田鷸仍然被作為獵鳥進行狩獵。